# SOS (Rihanna)
SOS è una canzone della cantante barbadiana Rihanna, primo singolo estratto dall'album A Girl like Me, il secondo pubblicato dalla cantante dopo Music of the Sun.

## Composizione
Il brano è un uptempo dance basato sul campionamento del famoso brano Tainted Love nell'interpretazione del 1981 dei Soft Cell ed ha riscosso molto successo fra critica e pubblico, diventando il primo singolo di Rihanna a raggiungere la vetta della Billboard Hot 100, ovvero la classifica digitale statunitense, aggiudicandosi anche il disco di platino. Originalmente il brano doveva essere registrato dall'artista Christina Milian, per il suo terzo album in studio, So Amazin' (2006). Ma il presidente della Def Jam, LA Reid, ha offerto la canzone a Rihanna. Inoltre Christina Milian, dopo l'uscita di So Amazin', abbandonò l'etichetta per le poche vendite dell'album.

## Video musicale
La canzone presenta due videoclip. Entrambi sono stati diretti da Chris Applebaum.
Il primo è un video promozionale del noto brand Nike. È interamente girato in una palestra dove Rihanna si immagina in una futura coreografia con tanto di ballerini e luci al laser.
Il secondo (quello ufficiale) è stato presentato a Total Request Live il 23 marzo 2006. Nel video sono presenti ben sette cambi d'abito: in ordine di apparizione abitino verde fasciante; canotta bianca e minigonna di tessuto brillante argento; un miniabito di seta fucsia con colletto a frange e aperto sulla schiena; un completino nero con tanto di guanti, collant disegnati e tacchi a spillo; una t-shirt marrone in tessuto stampato e jeans stretti fino al ginocchio; camicia di seta marrone e pantaloni di cotone stretch bianco; canotta nera e pantaloni lunghi neri. Quasi sempre Rihanna porta capelli lisci con la frangia, tranne nella scena degli specchi dove li ha raccolti e ricci. Il video è stato girato in modo tale da sembrare sempre in notturna.

## Accoglienza
Dopo l'uscita dell'album, SOS ha avuto recensioni positive da parte dei critici musicali, molti dei quali hanno apprezzato le abilità vocali di Rihanna e l'utilizzo del sample di Tainted Love. Bill Lamb di About.com ha giudicato la performance vocale di Rihanna con particolare riguardo, ritenendo però che SOS non è assolutamente un brano originale. Sal Cinquemani del Magazine Slant ha confrontato il brano con il singolo di debutto dell'artista, Pon de Replay (2005). Nonostante abbia affermato di essere fiero della canzone, ha però scritto che SOS è l'unico brano di A Girl like Me che ha un elevato livello di audacia. David Jeffries di AllMusic ha definito SOS come un brano melodico club-sexy. B. Quentin Huff del PopMatters ha scritto solo «tutto sommato SOS è una canzone decente, piena di energia e adatta alle prestazioni vocali di Rihanna»

## Nomination
| Anno | Cerimonia               | Award           | Risultato   | Fonte  |
| ---- | ----------------------- | --------------- | ----------- | ------ |
| 2006 | MTV Video Music Awards  | Best New Artist | Candidato/a | [ 14 ] |
| 2006 | MTV Video Music Awards  | Viewer's Choice | Candidato/a |        |
| 2006 | MTV Europe Music Awards | Best Song       | Candidato/a | [ 15 ] |

## Successo commerciale

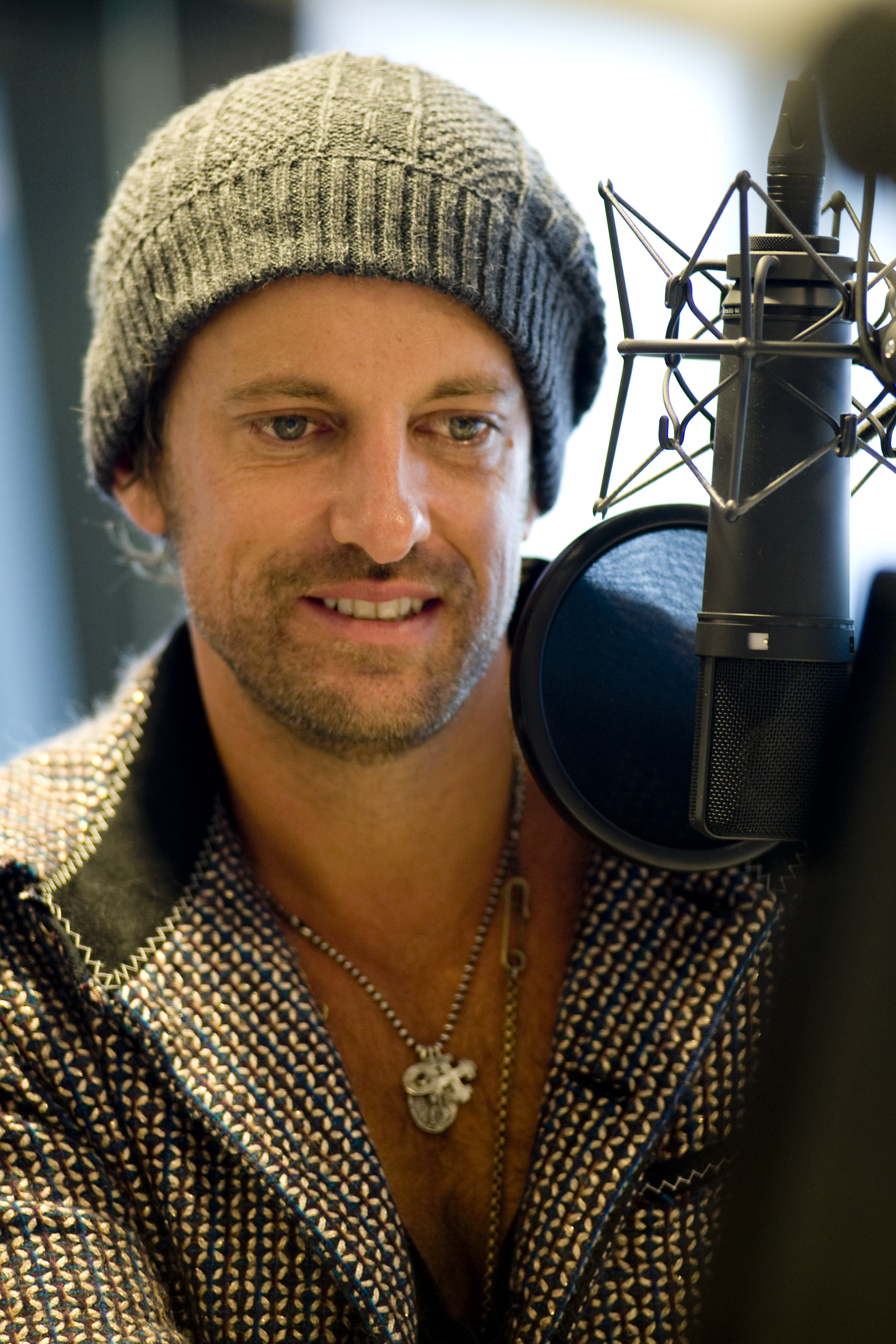
SOS ha spodestato la canzone di Daniel Powter (nella foto), "Bad Day".

### Stati Uniti
Negli Stati Uniti SOS raggiunge la vetta della Billboard Hot 100 il 13 maggio 2006, diventando il primo singolo di Rihanna a raggiungere la vetta negli Stati Uniti. SOS rimane tre settimane consecutive al primo posto. SOS raggiunge la vetta anche nella Billboard Hot Dance Club Play e nella Billboard Pop 100. Il 7 gennaio 2007 SOS viene certificato disco di platino dalla RIAA per le 1.000.000 di copie vendute.

### Europa
Anche in Europa ottiene successo, diventando un tormentone estivo in diversi paesi. In Belgio (Fiandre) debutta alla n°18 il 22 aprile 2006, e ha raggiunto la seconda la quarta settimana di presenza nella classifica. In Svizzera debutta il 21 maggio 2006 alla n°3, e rimane nella top-ten per nove settimane. In Finlandia debutta alla 2ª posizione il 24 aprile 2006, e scende alla numero 14 la settimana seguente. In Norvegia debutta il 17 aprile 2006 alla n°16 e raggiunge la n°3 la terza settimana di presenza in classifica. In Italia raggiunge la n°5. Nel Regno Unito compare per la prima volta in classifica 22 aprile 2006 alla n°5. Nella classifica generale europea, "S.O.S." conquista la vetta e ci rimane per tre settimane consecutive. Sarà il primo di una lunga serie di singoli di Rihanna a raggiungere la numero 1 nel Vecchio Continente.

## Tracce
CD singolo (Stati Uniti e Canada)
1. SOS (Radio Edit) – 4:01
2. SOS (Nevin's Electrotek Club Mix) – 7:08
3. Break It Off (feat. Sean Paul) – 3:33
4. SOS (CD-ROM Video) – 4:02

CD singolo (Regno Unito)
1. SOS (Radio Edit) – 4:01
2. SOS (Nevin's Glam Club Mix) – 7:46

Download digitale
1. SOS (Radio Edit) – 4:01
2. SOS (Instrumental) – 4:00
3. Break It Off (feat. Sean Paul) – 3:33
4. Let Me – 3:56

## Classifiche
| Classifica (2006) | Posizione massima |
| ----------------- | ----------------- |
| Australia         | 1                 |
| Austria           | 4                 |
| Belgio (Fiandre)  | 2                 |
| Belgio (Vallonia) | 5                 |
| Danimarca         | 10                |
| Europa            | 1                 |
| Finlandia         | 3                 |
| Francia           | 12                |
| Germania          | 2                 |
| Irlanda           | 3                 |
| Italia            | 5                 |
| Norvegia          | 3                 |
| Nuova Zelanda     | 3                 |
| Paesi Bassi       | 6                 |
| Regno Unito       | 2                 |
| Stati Uniti       | 1                 |
| Svezia            | 12                |
| Svizzera          | 3                 |

### Classifiche di fine anno
| Classifica (2006) | Posizione |
| ----------------- | --------- |
| Australia         | 13        |
| Austria           | 26        |
| Belgio (Fiandre)  | 26        |
| Belgio (Vallonia) | 25        |
| Francia           | 87        |
| Germania          | 25        |
| Nuova Zelanda     | 17        |
| Paesi Bassi       | 30        |
| Regno Unito       | 9         |
| Stati Uniti       | 19        |
| Svezia            | 86        |
| Svizzera          | 20        |

## Date di pubblicazione
| Paese       | Data           | Formato           | Etichetta       |
| ----------- | -------------- | ----------------- | --------------- |
| Francia     | 27 marzo 2006  | MAXI singolo      | Universal Music |
| Australia   | 3 aprile 2006  | Download digitale | Def Jam         |
| Stati Uniti | 11 aprile 2006 | CD singolo        | Def Jam         |
| Germania    | 15 aprile 2006 | MAXI singolo      | Universal Music |
| Regno Unito | 17 aprile 2006 | CD singolo        | Mercury         |